# Paweł Dembowski
Paweł Dembowski (Pseudonym Ausir; * 23. April 1983 in Głogów) ist ein polnischer Übersetzer, Verleger, politischer Aktivist und zweifacher Gewinner des polnischen Science-Fiction- und Fantasy-Preises Śląkfa.

## Leben
Dembowski lebt in Breslau, wo er sein Studium der Anglistik an der Philologischen Fakultät der Universität Breslau abgeschlossen hat. Seine Magisterarbeit befasste sich mit der englischen Übersetzung des Romans Solaris von Stanisław Lem. Er hat Werke von Autoren wie Ian Watson, Robert Shearman, Ken Liu, William H. Keith Jr., Naomi Novik und Ann Druyan sowie verschiedene Computerspiele und Filme übersetzt.
Er ist der Gründer von The Vault, einem Wiki über die Fallout-Videospielreihe, das 2005 ins Leben gerufen wurde. Er wurde 2009 mit dem Śląkfa-Preis (dem ältesten Science-Fiction-Preis in Polen) in der Kategorie „Fan des Jahres“ ausgezeichnet. Er war einer der Gründer von BookRage, einem polnischen E-Book-Verlag, für den er 2013 mit einem zweiten Śląkfa-Preis in der Kategorie „Verleger des Jahres“ ausgezeichnet wurde.
Er war seit der Gründung der Partei Razem im Jahr 2015 bis August 2018 Mitglied dieser Partei. Er kandidierte bei den Parlamentswahlen 2015 in Polen als einer der Kandidaten der Partei in Breslau. Zwischen Mai 2016 und Juni 2017 war er Mitglied des Rechnungsprüfungsausschusses der Partei. Im Jahr 2017 war er Mitglied des Nationalrats der Partei. Er verließ die Partei im August 2018.